# Bathonea
Bathonea war eine antike und byzantinische Siedlung in Thrakien, die nur aus den Quellen bekannt ist. An der Lagune von Küçükçekmece westlich von Istanbul wurde eine ausgedehnte Grabungsstätte versuchsweise mit Bathonea identifiziert.
Plinius erwähnt einen thrakischen Fluss namens Bathynias, Theophanes nennt den Fluss „Bathyrsos“, Appian nennt ihn „Bithyas“, auch erscheint er bei Claudius Ptolemäus.

## Erste Grabungen durch Ernest Mamboury
Zwar wurden die Ruinen bereits in den 1920er Jahren von dem Schweizer Archäologen Ernest Mamboury besucht, doch identifizierte er sie mit dem gleichfalls aus den Quellen bekannten Rhegion, das seit dem 2. Jahrhundert v. Chr. bekannt ist.
Die seit ihrem Untergang stets sichtbaren Ruinen der Stadt wurden ab 1938 (nach anderen Angaben ab 1937) von Mamboury archäologisch untersucht.

## Hypothetische Identifikation mit Bathonea, Spätantike bis Neolithikum
2007 fanden die Ausgräber frühneolithische Flintstücke aus dem 7. Jahrtausend v. Chr., die damit zu den ältesten jungsteinzeitlichen Artefakten in Europa zählen.
Im August 2009 wurden am Marmarameer, etwa 20 km westlich von Istanbul, Ruinen einer Stadt von der seit 2007 dort tätigen Ausgrabungsleiterin Şengül Aydıngün von der Kocaeli-Universität mit Bathonea in Verbindung gebracht. Aydıngün berichtete später von hethitischen Figurinen und Keramik aus der Zeit um 2000 v. Chr. Aus derselben Epoche stammt Keramik von der Insel Zypern. Insgesamt fand man bis 2011 etwa 50.000 Keramikstücke.
Die Stätte liegt an der Lagune von Küçükçekmece, deren Tiefe zwischen 4 und über 25 m lag, die aber in jedem Falle schiffbar war. Bathonea umfasste nach bisherigen Erkenntnissen eine Fläche von beinahe 8 km². seine Seemauern waren halb so lang wie die von Konstantinopel. Die Vermögenden der Hauptstadt errichteten dort Villen und Paläste. In der Mitte der Lagune fanden Unterwasserarchäologen Überreste eines Leuchtturms, eines der wenigen römischen, außer denen von Alexandria und Patara in Lykien, sowie eines Hafens. Zudem fanden sich Hunderte von Ziegeln mit dem Stempel „Konstans“, die sich auch in hauptstädtischen Bauten wie der Hagia Sophia belegen lassen. Der Fernhandel zeigt sich anhand von Tonwaren, die aus Syria und Palaestina stammten. 
Bathonea war eine Phyle im Sinne einer von Byzantion, der Vorgängerin Konstantinopels, abhängigen Siedlung. Die Hauptfunde stammen aus der Zeit zwischen dem 2. Jahrhundert v. Chr., aus der ein zweiter Hafen am Ostrand der Halbinsel stammt, und dem 6. Jahrhundert n. Chr. Dazu zählen der römische Hafen mit Docks, Anlegestellen und umgebenden Gebäuden, Hafenmauern, eine riesige Zisterne von 120 × 30 m Fläche mit mehreren hundert Meter langen Wasserleitungen und Überreste von Straßen, sowie ein Friedhof mit Überresten von 20 Individuen. 
Bis 2011 hatte man bereits etwa 70 Gräber entdeckt. Untersuchungen ergaben, dass die Männer im Schnitt 1,65 m groß waren, die Frauen 1,50–1,55, und dass viele unter Arthritis, Rheuma, Rachitis gelitten hatten, zeitweise auch unter Fehlernährung und überharter Arbeit. In mindestens einem Fall wurde eine Schädeloperation durchgeführt, die der Patient sehr lange überlebt haben muss.
Zudem fand man 440 nur 10 bis 20 mm hohe Terrakotta-Fläschchen von „unguanterium“, eine Mischung von Substanzen, die als Rauch inhaliert schmerzlindernd wirkt. Wahrscheinlich handelte es sich bei dem Haus, in dem man die Flaschen fand, um ein Vorratshaus für Medizinalien. Mindestens eine Frau wies starke Abnutzungserscheinungen an den Schneidezähnen auf, sogar ein Loch, was wahrscheinlich auf Nadeln als Werkzeuge verweist.
Aus dem 4. Jahrhundert stammt ein Kloster, dessen Werkstätten ausgegraben wurden. Dort entstand Schmuck, ebenso wie Metall- und Glasobjekte. Außerdem fand man eine Kirche aus dem 5. oder 6. Jahrhundert, die auf einem griechischen Tempel erbaut worden war. Die Kirche wurde von einem Erdbeben im Jahr 557 schwer beschädigt, war jedoch bis zum Einsturz im Jahr 1037 in Gebrauch. Die Überreste von drei Männern, die dabei von einstürzenden Mauern erschlagen worden waren, konnten geborgen werden. Es scheint, als habe sich die Stadt von dem Erdbeben nie erholt, das möglicherweise eine Stärke von 8,0 aufwies.
Möglicherweise stellte die Stadt einen Nebenhafen von Konstantinopel dar, doch ist unterwasserarchäologische Forschung sehr schwierig, da die Lagune stark von Industrieabwässern belastet ist. Erst nach der Errichtung einer vorgesehenen Kläranlage können die Unterwasserarbeiten intensiviert werden.
In Bathonea ließ sich im Jahr 2020 die Besiedlung durch Wikinger während des 9. bis 11. Jahrhunderts nachweisen.